# Miss Ireland

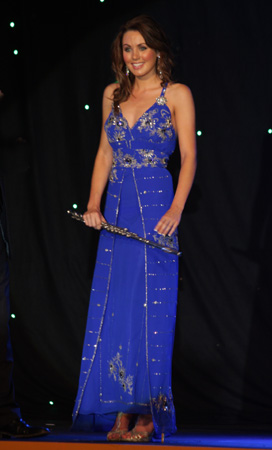
Miss Ireland 2008, Sinéad Noonan

Miss Ireland (Miss Irlandii) – konkurs piękności organizowany corocznie w Irlandii. Obecnie laureatki tytułu Miss Ireland reprezentują swój kraj na konkursie Miss World i Miss Europe, a także na Miss Universe.
Do najbardziej znanych zwyciężczyń tytułu Miss Ireland należą Rosanna Davison z2003 roku, która w tym samym roku została Miss World. Inne znane laureatki, których nazwiska nadal pojawiają się w mediach to felietonistka prasowa Amanda Brunker i artystka Nuala Holloway.
Potencjalne kandydatki powinny być niezamężne i bezdzietne. Mieć przynajmniej (170 cm) wzrostu, oraz być w wieku pomiędzy siedemnaście i dwadzieścia cztery lata. Posiadać obywatelswo irlandzkie przez urodzenie lub nabyte przez naturalizację. Muszą też mieć dobrą opinię środowiska, w którym wyrosły.

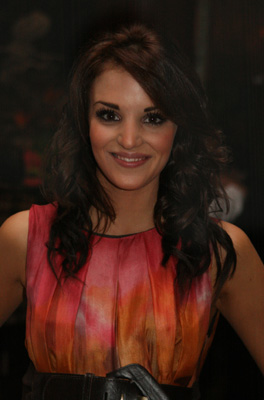
Miss Ireland 2007, Blathnaid McKenna

## Miss Ireland title holders
| Rok  | Miss Ireland                      | Sukcesy międzynarodowe                                                                                  |
| ---- | --------------------------------- | --- |
| 1947 | Violet Nolan                      | |
| 1952 | Eithne Dunne                      | Miss World:Top 15                                                                                       |
| 1953 | Mary Murphy                       | |
| 1954 | Connie Rodgers                    | Miss World:Top 15                                                                                       |
| 1955 | Evelyn Foley                      | |
| 1956 | Amy Kelly                         | |
| 1957 | Nessa Welsh                       | |
| 1958 | Susan Riddell                     | |
| 1959 | Ann Fitzpatrick                   | |
| 1960 | Irene Ruth Kane                   | Miss World:Top 10, Miss International '61:Top 10                                                        |
| 1961 | Olive Ursula White                | Miss World:Top 15, Miss International '63:Top 10                                                        |
| 1962 | Muriel O’Hanlon                   | |
| 1963 | Joan Power                        | |
| 1964 | Mairead Cullen                    | |
| 1965 | Gladys Anne Waller                | Miss World:drugie miejsce                                                                               |
| 1966 | Helen McMahon                     | |
| 1967 | Gemma McNabb                      | |
| 1968 | June MacMahon                     | Miss World:Top 15                                                                                       |
| 1969 | Hilary Clarke, Charlotte Delamere | Miss Springtime 1968 (Delamere), Miss Europe 1969: Top 10 (Delamere)                                    |
| 1970 | Mary Elizabeth McKinley           | |
| 1971 | June Glover                       | |
| 1972 | Pauline Theresa Fitzsimons        | |
| 1973 | Yvonne Costelloe                  | |
| 1974 | Julie Ann Farnham, Nuala Holloway | Miss World:Top 15 (Farnham), Miss Universe:Top 10 (Farnham)                                             |
| 1975 | Elaine Rosemary O’Hara            | |
| 1976 | Jakki Moore                       | Miss World:Top 15, Photogenic Award                                                                     |
| 1977 | Loraine Bernadette Enriquez       | Miss Universe '78: 7th place, Miss International '78: 4 wicemiss, "Miss Europe'78: 4 wicemiss           |
| 1978 | Lorraine Marion O’Conner          | |
| 1979 | Maura McMenamim                   | |
| 1980 | Michelle Rocca                    | Miss World:Photogenic Award , Miss International '81:druga wicemiss                                     |
| 1981 | Geraldine Mary McGrory            | Miss World:Top 15                                                                                       |
| 1982 | Roberta Brown                     | Miss World:Top ten, Miss Universe '83:druga wicemiss                                                    |
| 1983 | Patricia 'Trish' Nolan            | Miss World:Top 15                                                                                       |
| 1984 | Olivia Tracey                     | Miss World:Top ten, Miss Universe '85:Top 10                                                            |
| 1985 | Anne Marie Gannon                 | Miss World:Top 10                                                                                       |
| 1986 | Rosemary Elizabeth Thompson       | Miss World:Top 10, Photogenic Award                                                                     |
| 1987 | Adrienne Rock                     | |
| 1988 | Collette [Colette] Jackson        | Miss World:Top 20                                                                                       |
| 1989 | Barbara Ann Curran                | Miss World:Top 10                                                                                       |
| 1990 | Siobhan McClafferty               | Miss World:pierwsza wicemiss, Continental Queen of Beauty (Europe), Miss Universe '91: Photogenic Award |
| 1991 | Amanda Brunker                    | |
| 1992 | Sharon Ellis                      | |
| 1993 | Pamela Flood                      | |
| 1994 | Anna Maria McCarthy               | |
| 1995 | Joanne Black                      | |
| 1996 | Niamh Marie Redmond               | |
| 1997 | Andrea Roche                      | Miss Universe '98: Top 10                                                                               |
| 1998 | Vivienne Doyle                    | |
| 1999 | Emir-Maria Holohan Doyle          | |
| 2000 | Yvonne Ellard                     | |
| 2001 | Catrina Supple                    | |
| 2002 | Lynda Duffy                       | |
| 2003 | Rosanna Davison                   | Miss World 2003 (zwyciężczyni), Continental Queen of Beauty (Europe), Miss World Beach Beauty           |
| 2004 | Natasha Nic Gairbheith            | |
| 2005 | Aoife Mary Cogan                  | |
| 2006 | Sarah Morrissey                   | Miss World:Top 25 (Beach Beauty)                                                                        |
| 2007 | Bláthnaid McKenna                 | |
| 2008 | Sinéad Noonan                     | Miss World:Top 10 (Miss World Talent                                                                    |
| 2009 | Laura Patterson                   | |
| 2010 | Emma Waldron                      | "Miss World '10: Top 5, Continental Queen of Beauty (Europa), Miss World Talent"                        |